# Labor Day
Le Labor Day, ou fête du Travail, est une fête fédérale aux États-Unis et au Canada, célébrée le premier lundi de septembre, pour honorer et reconnaître le mouvement ouvrier américain et canadien, et les travaux et contributions des travailleurs au développement et aux réalisations des États-Unis et du Canada,,. C'est le lundi du long week-end connu sous le nom de Labor Day Weekend ou Fin de semaine de la fête du Travail au Canada.
À partir de la fin du XIXe siècle, alors que les mouvements syndicaux et ouvriers se développaient, les syndicalistes proposèrent de réserver une journée pour célébrer le travail. Le « Labor Day » fut promu par la Central Labor Union et les Knights of Labor, qui organisèrent le premier défilé à New York. En 1887, l'Oregon fut le premier État des États-Unis à en faire un jour férié officiel. Lorsqu'il devint une fête fédérale officielle en 1894, trente États des États-Unis célébrèrent officiellement la Labor Day
La fête du Travail est également célébrée au Canada le premier lundi de septembre, en concurrence à la Journée internationale des travailleurs, célébrée, elle, le 1ermai.

Plus de 80 pays célèbrent la Journée internationale des travailleurs le 1ermai, ancienne fête européenne du 1er mai (May Day). Le 1er mai fut choisi par la Deuxième Internationale des partis socialistes et communistes pour commémorer l'affaire Haymarket qui se produisit à Chicago le 4 mai 1886.

## Histoire

### Origine
À partir de la fin du XIXe siècle, alors que les mouvements syndicaux et ouvriers se développaient, différents groupes de syndicalistes choisirent une variété de jours pour célébrer le travail. Aux États-Unis, un jour férié de septembre appelé Labor Day fut proposé pour la première fois au début des années 1880. Des histoires alternatives de l'origine de l'événement existent.
Selon une des premières histoires de la Labor day, l'événement eut lieu dans le cadre d'une Assemblée générale des Chevaliers du Travail convoquée à New York en septembre 1882. Dans le cadre de cette assemblée clandestine des Chevaliers, un défilé public de diverses organisations ouvrières eut lieu le 5 septembre sous les auspices de la Central Labour Union (CLU) de New York. Le secrétaire de la CLU, Matthew Maguire, fut crédité d'avoir proposé pour la première fois qu'une fête nationale de la Labor day soit organisée le premier lundi de chaque septembre à la suite de cette manifestation publique réussie,.
Les descendants de deux hommes portant des noms de famille similaires affirment que leur arrière-grand-père était le véritable père de la fête.

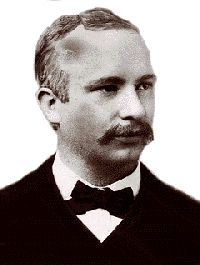
PJ McGuire, vice-président de la Fédération américaine du travail, est fréquemment reconnu comme le père de la Labor day aux États-Unis.

Une thèse alternative soutient que l'idée de la Labor day fut l'idée de Peter J. McGuire, un vice-président de la Fédération américaine du travail, qui, après une visite à Toronto où il vit des défilés célébrant le travail en mai,, présenta la proposition initiale au printemps 1882. Selon McGuire, le 8 mai 1882, il fit une proposition à la toute jeune Central Labour Union de New York qu'un jour soit réservé pour un « general holiday for the laboring classes ». Selon McGuire, il recommanda en outre que l'événement commence par un défilé de rue, manifestation publique de la solidarité et de la force du syndicat organisé, avec une marche suivie d'un pique-nique, pendant lesquels les syndicats locaux participants pourraient vendre des billets comme collecte de fonds. McGuire d'après ses dires suggéra le premier lundi de septembre comme date idéale pour une telle célébration publique, en raison de la météo optimale, et de la place de la date sur le calendrier, à mi-chemin entre le 4 juillet et les jours fériés de Thanksgiving.
Les pique-niques de la Labor day et autres rassemblements publics comportaient fréquemment des discours d'éminents dirigeants syndicaux.
En 1909, la convention de la Fédération américaine du travail désigna le dimanche précédant la Labor day comme « Labor Sunday », à consacrer aux aspects spirituels et éducatifs du mouvement ouvrier. Cette date secondaire ne réussit pas à exercer une attraction significative dans la culture populaire, bien que certaines églises continuent de le reconnaître.

### Reconnaissance juridique
La popularité de l'événement se répandit dans tout le pays. En 1887, l'Oregon devint le premier État des États-Unis à faire du Labor day un jour férié officiel. En 1894, trente États américains célébraient déjà officiellement la Labor day. Cette année-là, le Congrès adopta un projet de loi reconnaissant le premier lundi de septembre comme étant Labor day et en faisant un jour férié fédéral officiel. Le président Grover Cleveland signa le projet de loi le 28 juin,. La loi fédérale, cependant, n'en faisait qu'un jour férié pour les travailleurs fédéraux. Jusque dans les années 1930, les syndicats encourageaient les travailleurs à faire grève pour s'assurer qu'ils avaient un jour de congé. Tous les États américains, le district de Columbia et les territoires des États-Unis firent par la suite du Labor day un jour férié.